# Macrothemis mortoni
Macrothemis mortoni is een libellensoort uit de familie van de korenbouten (Libellulidae), onderorde echte libellen (Anisoptera).
De wetenschappelijke naam Macrothemis mortoni is voor het eerst geldig gepubliceerd in 1913 door Ris.